# ハンガリー国立フィルハーモニー管弦楽団
ハンガリー国立フィルハーモニー管弦楽団（ハンガリー語: Nemzeti Filharmonikus Zenekar；英語: Hungarian National Philharmonic Orchestra）は、ハンガリーのブダペストを本拠地とするオーケストラ。「ハンガリー国立交響楽団」が前身である。

## 沿革・概要
ハンガリー国立フィルハーモニー管弦楽団は「ブダペスト市立管弦楽団」を母体として1923年に創立された。第二次世界大戦前の15年間、デジェー・ボルが首席指揮者を務めた。
第二次世界大戦後はフェレンツ・フリッチャイ、ショモギー・ラースローが首席指揮者となった。この時代にはオットー・クレンペラー、アンタル・ドラティが客演指揮者として指揮もしている。1952年、ヤーノシュ・フェレンチクが首席指揮者となり、1984年に没するまでフェレンチークの時代が長く続いた。1987年には小林研一郎が首席指揮者となり、1992年には音楽総監督となった。1997年からゾルタン・コチシュ、2017年からゾルト・ハマル、2022年からジェルジ・ヴァシェジが首席音楽監督を務める。
1998年にハンガリー国立合唱団とともに国立の組織となり、2000年初頭には、国立文化財省からの補助金を受けて運営されている。

## 代表者（音楽監督あるいは首席指揮者）
- デジェー・ボル（ハンガリー語版）（1923年 - 1939年）
- ベラ・チレリー（1939年 - 1945年）
- ショモギー・ラースローならびにフェレンツ・フリッチャイ（1945年 - 1952年）
- ヤーノシュ・フェレンチク（1952年 - 1984年）
- 小林研一郎（1987年 - 1997年）
- ゾルタン・コチシュ（1997年 - 2016年）
- ゾルト・ハマル（英語版）（2017年 - 2020年）[1]
- ジェルジ・ヴァシェジ（2022年 - ）[2]